# Normand
 (janvier 2023).
Améliorez-le ou discutez des points à vérifier. 
Cet article concerne la langue normande. Pour les Normands du Moyen Âge, voir Normands. Pour les homonymes, voir Normand (homonymie).
Le normand (normaund ou nourmaund en normand) est une langue d'oïl parlée en Normandie continentale et insulaire. Il est classé dans les langues sérieusement en danger par l'Unesco et se divise en deux principales variantes : le normand du nord et le normand du sud. Cette distinction repose sur la ligne Joret, qui sépare les parlers du nord et du sud de la Normandie,. Le normand parlé au nord de cette ligne présente des caractéristiques propres qui le font différer grandement du français standard, notamment dans le maintien du son [k] latin devant [a] là où le français l'a fait évoluer vers [ch] (d'où l'opposition entre vache et vaque, chien et kien). En revanche, à mesure qu'on descend dans l'Orne et qu'on se rapproche des parlers du Centre, ces caractéristiques s'estompent et les parlers ressemblent davantage au français. Ces différences reflètent l’histoire linguistique complexe de la région, marquée par des influences romanes et scandinaves.

## Histoire

### Origine

#### Généralités
Les colons scandinaves, ou anglo-scandinaves, en s'installant sur une grande partie du territoire connu de nos jours sous le nom de Normandie, avaient adopté la langue d'oïl (français) selon la variante en usage dans cette partie de l'ancienne Neustrie. Il est notable que les premiers témoignages écrits de la langue d'oïl datent précisément, de manière fortuite, du même siècle que les premiers raids vikings sur les côtes neustriennes. Les nouveaux venus vont exercer sur la langue vernaculaire une influence limitée de substrat, notamment sur le vocabulaire (200 mots tout au plus, issus du norrois ou du vieil anglais cf. tableau I) et de manière plus anecdotique sur la phonétique.
Cette disparition de la langue norroise ou du veil anglais, peut s'expliquer de différentes façons, parmi lesquelles sont le petit nombre de femmes scandinaves ou anglo-scandinaves, à avoir suivi les colons, qui vont donc faire souche avec des femmes autochtones de langue romane ; ensuite, la création même du duché de Normandie intègre de larges portions de territoires, dans lesquelles les populations sont de langue romane et peut-être aussi dans la diversité des apports ethniques (anglais, anglo-saxon, norvégien, danois et irlandais), qui parlaient des langues différentes, favorise l'emploi d'une langue unique et vernaculaire ; de même que la nécessité des relations économiques avec les voisins continentaux. Malgré tout, l'usage du norrois ou du vieil anglais se serait maintenu sur les côtes normandes jusqu'au XIIe siècle. Le trouvère Benoît de Sainte-Maure, à la fin du XIIe siècle, l'affirme en tout cas dans sa Chronique des ducs de Normandie. Selon lui on parlait encore « danois » sur les côtes.

#### Exemples de textes médiévaux
| Man en engleis e en norreis Hume signifie en frenceis De ceo vint li nuns as Normanz. Neustrie aveit nun anceis Tant cume ele fud as Franceis. |  | Man en anglais et en norrais Houme signifie en français De chà vint le nom ès Normands. Neûtrie avait nom anchien Tant coume a' fut ès Français. |  | Man en anglais et en norrois Homme signifie en français De là vient le nom aux Normands. Neustrie avait nom ancien Tant qu'elle fut aux Français. |

Cet extrait rédigé dans une scripta normande comporte quelques termes d'origine scandinave, notés en italique.
| texte de Guillaume de Berneville | texte de Guillaume de Berneville | |
| --- | -------------------------------- | --- |
| A plein se astent d’eschiper, Kar mult coveitent le passer, Bons fud li vens e la mer quieie: Ne lur estoet muver lur greie, Ne n’i out la nuit lof cloé, Estuinc trait ne tref gardé, Ne n’i out halé bagordinge, Ne escote ne scolaringe; Ne fud mester de boesline; Tute fud queie la marine: Ne lur estut pas estricher, Ne tendre tref ne helenger. Fort ert l'estait e li hobent Ki fermé furent vers le vent, E d'autre part devers le bort Sunt li nodras e li bras fort; Bones utange out el tref, Meillurs n'esnot a nule nef; Bons fud li tref e la nef fort, E unt bon vent ki tost les port. Tute noit current a la lune Le tref windé trés k'a la hune: Ne lur estut muver funain Trestute nuit ne lendemain. |                                  | Ils se hâtent d'appareiller, Car ils désirent ardemment traverser. Le vent est bon et la mer calme; Nul besoin de toucher aux agrès: Cette nuit-là, on a ni cloué le lof, Ni tiré les bras, ni surveillé la vergue, Ni halé les cargues, Ni les écoutes et le scolaringe; Nul besoin de bouline. La mer est toujours calme: Pas besoin de diminuer la voile, Ni de la tendre, ni de la hisser. Solides sont l'étai et le hauban Qui sont ridés face au vent, Et, d'autre part, vers le bord, Les bouts de la vergue et les bras sont solides aussi, La vergue a de bonnes itagues, Les meilleures de tous les navires; Bonne est la mâture et solide le bateau, Et bon est le vent qui les emporte vivement. Toute la nuit ils courent guidés par la lune, La vergue hissée jusqu'à la hune: Ils n'ont pas touché aux cordages, De toute la nuit, ni le lendemain |

### L'anglo-normand

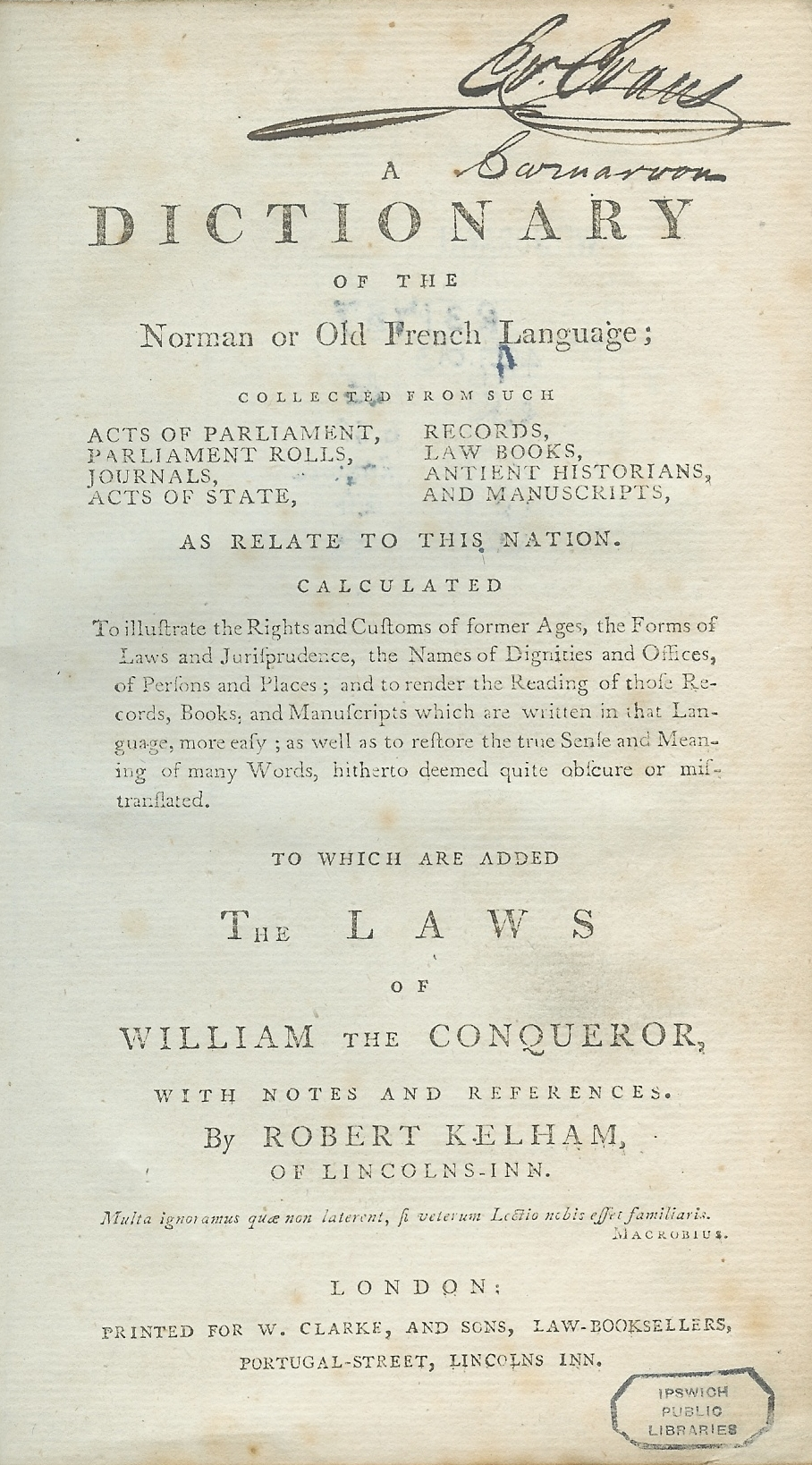
Le Dictionnaire de la langue normande de Kelham (1779).

La langue normande s'implanta en Angleterre à la suite de la conquête de ce pays par Guillaume le Conquérant. Il était originellement parlé par les barons, les chevaliers et les soldats d'origine normande (bien que d'autres formes de langue d’oïl aient pu être importées par les barons et chevaliers originaires de France, de Picardie ou de Bretagne). C'est donc la langue d'une classe dominante, la langue du nouveau roi, langue de cour donc et langue officielle enfin, qui fut importée en Angleterre et qui s'y développera par la suite pour devenir langue d'échange et du commerce. Même si la majorité de la population parle le vieil anglais, le normand exerce une influence considérable. « C’est donc moins que le français aurait été prescrit comme langue officielle durant le XIIIe siècle, mais plutôt une utilisation accrue de cette langue qui explique qu’il s’est imposé comme langue majoritaire ». On estime à 45 % l'apport de mots normands, c'est-à-dire français, en anglais moderne (voir article Vrais amis en anglais). L'influence du normand, ou français anglo-normand, a aussi été massif dans la langue du droit, pas seulement pour ce qui est du vocabulaire, mais aussi de la syntaxe, comme l'atteste ce qui est appelé en anglais Law French.
On donne le nom d'anglo-normand au dialecte d’oïl parlé en Angleterre qui, sous l’influence de l’anglo-saxon était devenu assez distinct du normand continental bien que la langue écrite restât sensiblement la même. Cette langue évolua de manière autonome à partir du XIIIe siècle jusqu'à sa disparition à la fin du XIVe siècle. Par erreur, on qualifie souvent d'anglo-normand la langue de l'écrivain Wace originaire de Jersey parce que cette île de la Manche est maintenant appelée anglo-normande en français, mais à l'époque, elle n'est que normande. Wace écrit en roman, comme il le dit lui-même, dans une scripta qui comporte certains traits phonétiques et certains mots du lexique normand mais qu'il efforçait de rendre transdialectale. En revanche, le concept d'anglo-normand ne s'applique qu'au normand utilisé en Grande-Bretagne, lequel developpa des particularismes propres.
Tant l'ancien français de Normandie que l'ancien français insulaire (l'anglo-normand) développèrent une abondante littérature.

### Termes normands d'origine norroise

#### Appellatifs toponymiques
Ces noms propres sont sortis de l'usage en tant que noms communs, généralement dès le Moyen Âge.

#### Lexique
| Normand              | Français       | Vieux norrois        |
| -------------------- | -------------- | -------------------- |
| bel                  | cour           | böl                  |
| bète                 | appât          | beita                |
| blèque               | blet/te        | bleikr               |
| bruman               | nouveau marié  | brumaðr              |
| dalle                | évier          | dalr/doli            |
| falle                | gorge          | falr                 |
| gradîle, grade, etc. | groseille      | gaddr                |
| graie                | préparer (gré) | greiða               |
| écrillier, écrillyi  | glisser        | skriðla              |
| hague                | cenelle        | heggr                |
| herneis              | charrette      | harneskja            |
| hougue, houguet      | mont (petit)   | haugr                |
| mâove                | mouette        | mávar (plur. de már) |
| mielle               | dune           | mellr                |
| mucre                | humide         | mygla                |
| nez                  | cap            | nes                  |
| tierre, tyire        | chaîne         | tjaðr                |

La langue française a acquis une partie de son ancien lexique nautique et quelques termes relatifs à la faune et à la flore maritime issus du vieux norrois, par l'intermédiaire de la langue normande (tableau II). De plus, quelques termes d'origine, norroise sans rapport avec le domaine nautique ou maritime, ont été empruntés par le français : mare, passé en français (mare) vers le XVIe siècle, du norrois marr.
| Français                          | Vieux norrois          |
| --------------------------------- | ---------------------- |
| agrès                             | greiði                 |
| bite (< norm. [a]biter)           | bita                   |
| bitte                             | biti                   |
| bord                              | borð                   |
| bouline                           | bóglína                |
| brayer                            | bræða                  |
| carlingue                         | karling                |
| cingler (anc. sigler)             | sigla                  |
| dalot                             | dæla                   |
| duvet (anc. dum, dunet)           | dúnn                   |
| écoute                            | skaut                  |
| équiper                           | skipa                  |
| étrave                            | stafn                  |
| flaner                            | flana                  |
| flotte                            | floti                  |
| girouette (< pat. Loire guirouet) | veðr-viti              |
| gréer                             | greiða                 |
| guindeau                          | vindáss                |
| guinder                           | vinda                  |
| hauban                            | höfuðbenda             |
| houle                             | hol                    |
| hune                              | húnn                   |
| itague                            | útstag                 |
| nantir (< norm. nant, namps)      | nám                    |
| quille                            | kilir (plur. de kjölr) |
| racage, raquer                    | rakki                  |
| raz                               | rás                    |
| riper                             | rispa                  |
| ris                               | rif                    |
| rogue (subst.)                    | hrogn                  |
| rogue (adj.)                      | hrókr                  |
| tangue                            | tangi                  |
| tillac, tille                     | þilja                  |
| tolet                             | ’þollr                 |
| vague                             | vág (acc.)             |
| varangue                          | vrang                  |
| varech                            | vágrek                 |

### Le vocabulaire normand proche de l'ancien français
(janvier 2023).
Les lecteurs de textes médiévaux et les connaisseurs de l'ancien français ne seront pas étonnés de découvrir en normand de nombreux termes proches de l'ancien français alors qu'ils ont disparu en français moderne. En voici quelques-uns :
| Normand                                      | Ancien français                                      | Français                                                                         | Origine |
| -------------------------------------------- | ---------------------------------------------------- | -------------------------------------------------------------------------------- | --- |
| toli'                                        | tolir                                                | priver, enlever                                                                  | du latin tollere |
| je mangeüe                                   | je manju(e)                                          | « je mange »                                                                     | du latin ego mandūco |
| targier ou tergier                           | targier                                              | tarder                                                                           | d'une racine germanique |
| calengier                                    | calungier, chalongier (a donné challenge en anglais) | négocier, débattre                                                               | du latin calumniari |
| ramentevei'                                  | ramenteveir, ramenteivre                             | se remémorer, de rappeler                                                        | du préfixe re- accolé à amenteveir, forme contractée de a ment aveir en gallo-roman, dérivant directement du bas-latin ad mentem habere, littéralement « avoir en tête » |
| tît'e ou tiêt'e                              | tistre                                               | tisser                                                                           | du latin texere |
| entomi'                                      | entomir                                              | engourdir                                                                        | d'une racine germanique |
| toût'e                                       | tostre, forme alternative de tossir                  | tousser                                                                          | du latin tussire |
| muchier                                      | mucier                                               | cacher                                                                           | du gaulois *muk- intégré au bas latin de Gaule |
| orde                                         | ort                                                  | sale                                                                             | du latin horridus |
| hourder                                      | order                                                | souiller                                                                         | du latin *horridare |
| ordi'                                        | ordir                                                | salir                                                                            | du latin *horridire |
| haingue (f., on entend aussi hainge)         | haenge, haengue                                      | haine                                                                            | d'une racine germanique |
| haingre (adj.)                               | heingre, haingre                                     | maigre                                                                           | d'une racine germanique |
| haiset (m.)                                  | haise                                                | barrière ou clôture de jardin faites de branches                                 | d'une racine germanique |
| herd'e                                       | erdre                                                | adhérer, être adhérant, coller                                                   | du verbe latin haerere, « attacher » |
| méselle                                      | mesele                                               | lèpre                                                                            | du latin misella |
| mésé'                                        | mesel                                                | lépreux                                                                          | du latin misellus |
| méhain                                       | meshaing, mehain                                     | mauvaise disposition, malaise                                                    | d'une racine germanique |
| méhaignié / méhaingni / méhangni             | meshaignié                                           | malade, blessé, magané (Canada)                                                  | même origine que le précédent |
| glléru, de l'hierre (f.) ou de l'hierru (m.) | de l'iere                                            | du lierre                                                                        | du latin *hedera |
| marganer                                     | marganer                                             | moquer                                                                           | d'une racine germanique |
| marganier                                    | marganier                                            | moqueur, quelqu'un qui se moque                                                  | d'une racine germanique |
| marcantier                                   | marcantier                                           | mouchard, colporteur                                                             | mot ancien, courant au XIVe siècle, sûrement d'une déformation de marcandier, « vagabond, rôdeur », qui existe toujours en normand : marcaundier avec le même sens       |
| marcandier                                   | marcandier                                           | rôdeur, vagabond                                                                 | de la racine germanique dont sont issus les verbes marchier « marcher » et marquier « marquer »                                                                          |
| nartre (m.)                                  | nastre                                               | traître                                                                          | d'une racine germanique, l'ancien français nastre signifiait misérable, malicieux, avare, ladre                                                                          |
| nâtre (adj.)                                 | nastre                                               | méchant, cruel                                                                   | de l'ancien français nastre comme le nom nartre |
| nianterie (f.)                               | nienterie                                            | niaiserie                                                                        | formé sur nient qui, en ancien français comme en normand actuel, est l'équivalent de néant                                                                               |
| soulei'                                      | soleir                                               | « souloir », avoir l'habitude de                                                 | du latin solere |
| ard'e / arder                                | ardre, ardeir                                        | brûler                                                                           | du latin ardere |
| quei' / queir / caï'                         | caeir, caïr                                          | « choir », tomber                                                                | du latin cadere |
| moûtrer                                      | mustrer                                              | montrer                                                                          | du latin monstrare |
| ité' / inté'                                 | itel                                                 | semblable                                                                        | de i-, comme dans icelui, et de tel |
| iloc (le c est muet)                         | iloc, iluec                                          | là                                                                               | du latin illoc |
| d'ot                                         | od, ot                                               | avec                                                                             | de suivi de ot, de l'ancien français od, du latin apud |
| pampe (f.)                                   | pampe                                                | en normand : tige en anc. fr. : pétale                                           | du latin *pampa, dérivé de pampinus, « rameau de vigne » |
| liement                                      | liement, liéement                                    | tranquillement                                                                   | du latin *laetamente (« avec contentement, allégresse ») |
| essourd'e / essourdre                        | essurdre, exsurdre                                   | élever                                                                           | du latin exsurgere (« faire surgir, élever ») |
| écourre                                      | escurre, escudre                                     | secouer                                                                          | du latin excutere (« secouer ») |
| éclairgier / éclairgi'                       | esclargier                                           | éclaircir                                                                        | du bas-latin *exclaricare |
| déhait                                       | dehait                                               | chagrin, malheur                                                                 | du préfixe dé- suivi du mot germanique hait que l'on retrouve dans souhait                                                                                               |
| enhî, enhui, enhieu                          | enhui                                                | aujourd'hui                                                                      | du latin *in hodie, littéralement en ce jour |
| anhyit, anieut                               | anuit, anoit                                         | aujourd'hui, cette nuit, ce soir (souvent confondu avec enhî à la prononciation) | du latin *ad noctem, littéralement à nuit |
| maishî                                       | maishui, meshui                                      | maintenant, désormais                                                            | du latin *magis hodie |
| alosier                                      | alosier                                              | se vanter, de targuer                                                            | du latin *alaudare |
| ébauber, ébaubir                             | esbaubir                                             | étonner                                                                          | du bas-latin *exbaubire |
| trétous, tertouos                            | trestuz                                              | tous, absolument tous                                                            | du bas-latin *trans tutos |
| manuyanc(h)e                                 | manuiance                                            | avoir la jouissance, la possession                                               | formé sur le latin manu- (« main »). |

### Termes anglais issus spécifiquement du normand
La langue normande apportée en Angleterre à la suite de la conquête de l'Angleterre en 1066 a enrichi la langue anglaise (tableau III). Ces termes sont identifiés comme normand grâce à leurs traits phonétiques normanno-picards, ou plus spécifiquement locaux ou encore grâce à leur signification particulière qui diffère de celle du français standard. Inversement, le normand s'est parfois enrichi du vieil anglais, souvent avant la conquête : normand de l'ouest rade « allée, route » de rād ; bas normand vipaer « crier », haut normand viper « pleurer » de wēpan.
| Anglais          | Normand                                             | Français         |
| ---------------- | --------------------------------------------------- | ---------------- |
| cabbage          | caboche                                             | chou             |
| carpenter        | carpentyi                                           | charpentier      |
| castle           | câté (castel en ancien normand)                     | château          |
| catch            | cachi                                               | chasser          |
| cater            | acataer                                             | acheter          |
| caterpillar      | anc. cattepleure, cattepleuse                       | chenille         |
| cauldron         | câodroun                                            | chaudron         |
| causeway         | câochie                                             | chaussée         |
| chair            | caire                                               | chaise           |
| cherry           | cherise                                             | cerise           |
| easy             | aisi                                                | facile           |
| fashion          | féchoun                                             | façon            |
| hardy            | hardi                                               | bien-portant     |
| garden           | gardin                                              | jardin           |
| can              | canne                                               | cruche en cuivre |
| car              | car                                                 | anc. char        |
| curfew           | anc. cuvrefu, curfu                                 | couvre-feu       |
| pocket           | pouquette                                           | poche            |
| poor             | pouor, por                                          | pauvre           |
| fork             | fouorque                                            | fourche          |
| sorrel           | surrelle                                            | oseille          |
| travel (voyager) | travaler ou travaillier                             | travailler       |
| wage             | gage (wage en ancien normand)                       | gage             |
| wait             | guetter ou vetter (waitier en ancien normand)       | guetter          |
| walop            | galoper (waloper en ancien normand)                 | galoper          |
| war              | guerre (werre en ancien normand)                    | guerre           |
| warranty         | garauntie ou varauntie (warantie en ancien normand) | garantie         |
| wicket           | viquet                                              | guichet          |

## Statut actuel

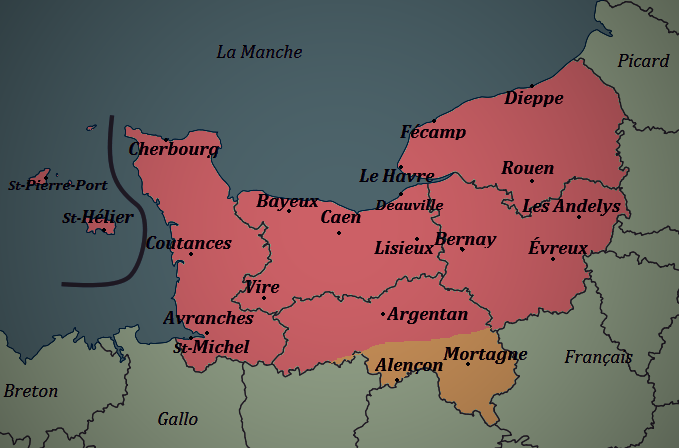
Aire linguistique de la langue normande.

Les langues insulaires sont reconnues officiellement par les gouvernements des îles sans être langues officielles. L’enseignement facultatif du jèrriais (normand jersiais) se fait dans les écoles de Jersey, et le guernesiais est présent dans quelques écoles de Guernesey. Les langues jersiaise et guernesiaise sont reconnues en tant que langues régionales des Îles Britanniques, dans le cadre du Conseil Britannique-Irlandais (avec l’irlandais, le gallois, l’écossais, le scots, le scots d’Ulster, le mannois, et le cornique).
Le normand continental est pour ainsi dire plus fort dans le Cotentin et dans le pays de Caux qu’ailleurs sur le continent.

## Variétés

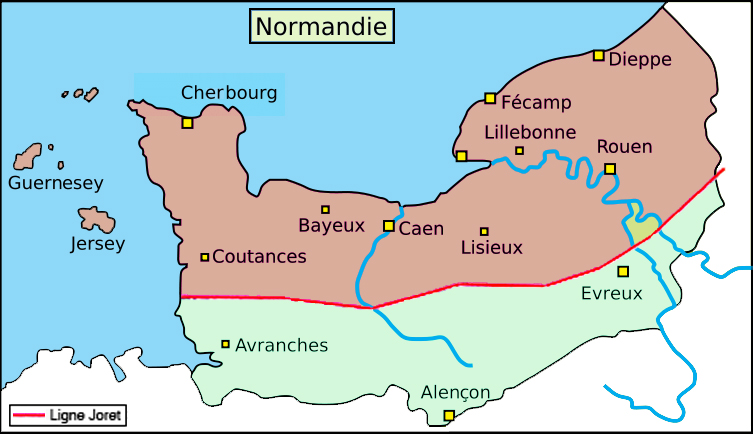
La ligne Joret.

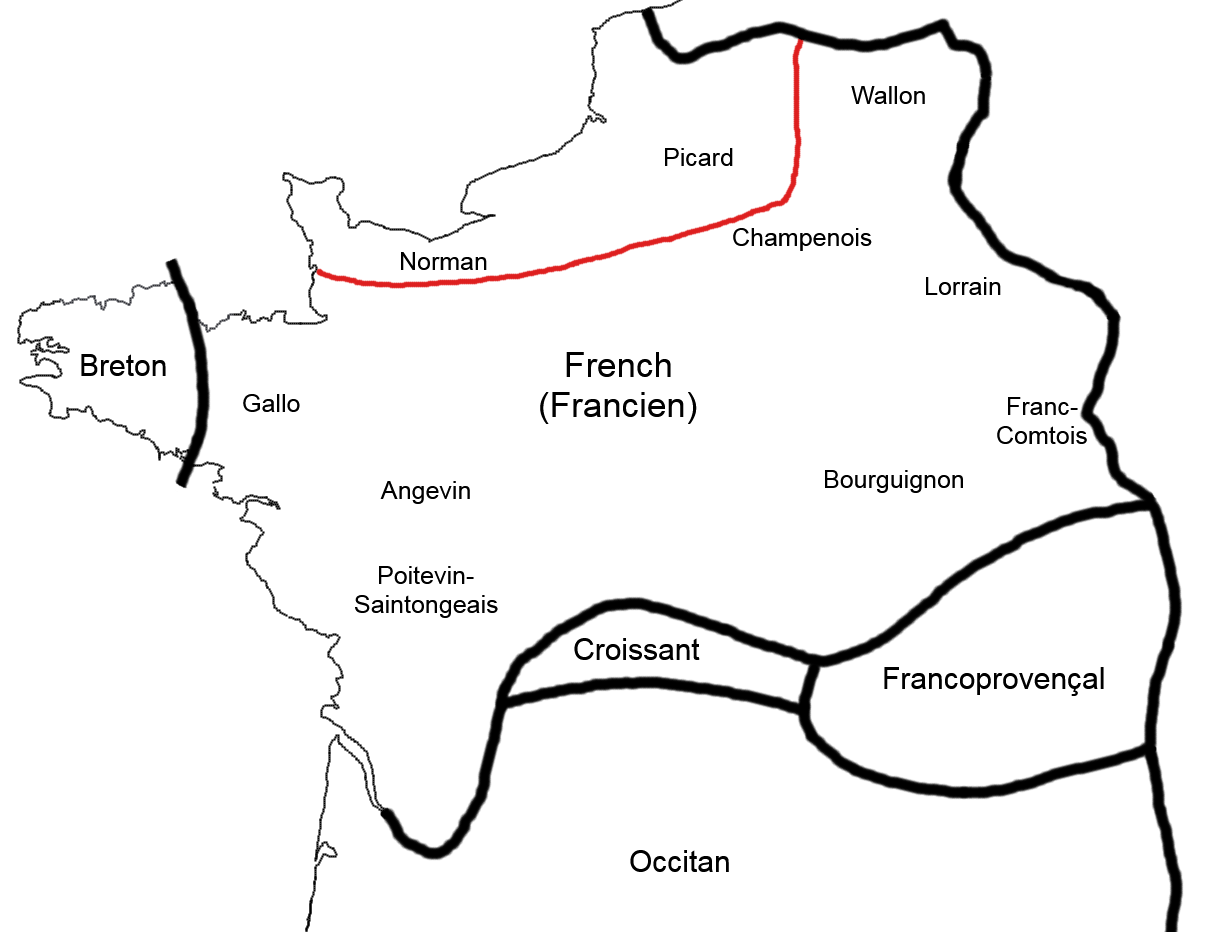
La ligne Joret (en rouge) dans le domaine des langues d'oïl.

On parle plusieurs variétés de la langue normande :
- En France :
  - en Normandie continentale :
    - dans le Cotentin[10] - le cotentinais (nd. loceis)
    - dans le pays de Bray - le brayon, qui comporte des traits phonétiques picards
    - dans le pays de Caux - le cauchois (nd. caôcheis) et le nord cauchois (ancien Talou) qui comporte des traits phonétiques picards
    - à Rouen et dans ses environs - le rouennais (langue) ou purinique, très proche du brayon et du cauchois mais comportant certains traits le rapprochant du français du bassin parisien.
    - dans le Roumois - le patois du Roumois, intermédiaire entre le cauchois et l'augeron.
    - dans le Pays d'Auge - l'augeron (nd. augeron, aujourd'hui presque disparu)
- Aux Îles Anglo-Normandes (normand insulaire) :
  - à Jersey - le jersiais
  - à Guernesey - le guernesiais
  - à Sercq - le sercquiais
  - l'auregnais d’Aurigny a disparu au XXe siècle.

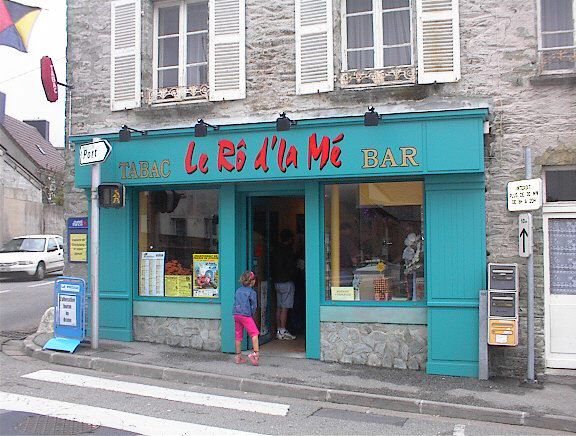
Un bar du Becquet, près de Cherbourg : Le Rô d'la Mé.

Par ailleurs, on distingue entre le normand proprement dit (parlé au nord de la ligne Joret) et le normand méridional (pratiqué au sud de cette isoglosse).
Le normand méridional, parlé au sud de la ligne Joret notamment dans la Manche (région d'Avranches), l'Orne et une partie de l'Eure est plus proche du gallo et du mayennais. Par exemple, le mot sac se traduit en pouoqùe au nord et en pouoche au sud. Vaqùe, au nord, se dit vache en français et en normand méridional.
Dans la Grand' tèrre (France)-(mais désignant l'Angleterre chez les pêcheurs), le normand, proprement dit, est classé en tant que langue de France parmi les langues d'oïl. L'enseignement du normand du Cotentin (Cotentinais) est présent dans quelques collèges du département de la Manche.

## Influence dans d'autres pays
- Au Canada :
  - Le normand a influencé le québécois et l'acadien :
  - Quelques rares mots, expressions et tournures de phrases couramment utilisées par les Québécois, Acadiens et Louisianais mais difficilement identifiables comme spécifiquement normands, puisqu'elles sont communes à l'ensemble des parlers de l'ouest (calumet « calumet », passé en français, de l'ancien normand calumet « chalumeau, pipe »; champelure « robinet » cf. cauchois campleuse; bleuet « fruit proche de la myrtille, canneberge » anc. normand bleuet « myrtille »; croche « tordu » anc. français croche; gricher « grimacer » ≠ cauchois grigner; asteure « à cette heure, maintenant », à matin, tant pire.
  - D'autres mots normands employés (ou anciennement employés) au Québec :
    - abrier = abriter (y faut s'abrier, y fait frète !),
    - bers = berceau, ridelles d'un chariot ou berceau,
    - boucane = fumée ou maison de chétive apparence,
    - boucaner = fumer ou entrer en colère,
    - frète / frette (du normand freid pour froid) = froid,
    - gourgannes = fêves de marais,
    - gourgane = bajoue de porc fumée,
    - graffigner = égratigner,
    - greyer = équiper, préparer
    - ichitte ou icitte = ici,
    - itou(t) = aussi,
    - jouquer ou juquer = jucher,
    - marcou = chat mâle (angevin, gallo, également)
    - marganner, déganer,
    - maganer = maltraiter, malmener, abîmer
    - mi-août = quinze août,
    - mitan = moitié, milieu,
    - pigoche = cheville, cône de sucre d'érable,
    - pognie / pougnie = poignée,
    - pomonique = pulmonique,
    - racoin = recoin,
    - ramarrer = rattacher, renouer,
    - ramucrir = devenir humide, mucre,
    - velin = venin,
    - velimeux = détestable,
    - i' (souvent écrit y) = il, ils, elles (qu'est-ce qu'i' fait ?)[11]
- Le normand a aussi influencé le français standard et le gallo et des langues créoles comme le créole réunionnais.

## Phonologie

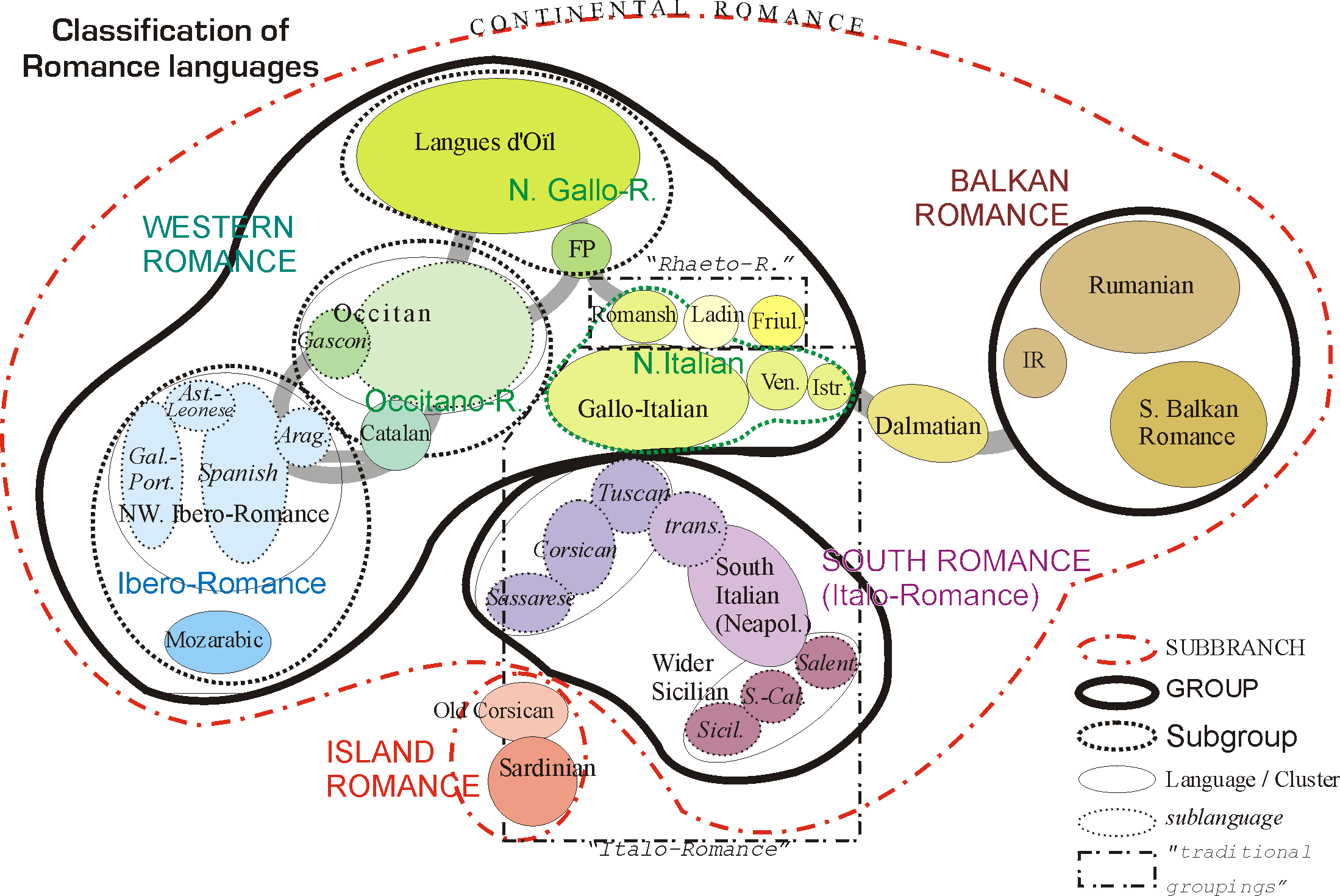
En tant que langue d'oïl, le normand s'inscrit dans la lignée des langues romanes.

Pour certains dialectologues, il semble que le h « expiré », en fait un phonème proche de hr que l'on entend encore dans le Cotentin et surtout dans la Hague (/χɑːg/) et que l'on entendait jadis ailleurs, jusqu'à la Seconde Guerre mondialeInterprétation abusive ?, le long des côtes du Calvados (Bessin), nord du Bocage, au sud de l'estuaire de la Seine (Pays d'Auge, Roumois) et entre Vatteville-la-Rue et Berville-sur-Seine, est dû, comme en français, à l’influence germanique ; alors qu'il s'est amuï en français (le h dit « aspiré ») pour n'avoir plus que seule fonction d'empêcher la liaison (hiatus: un être / un hêtre), l'installation des colons scandinaves dans cette partie de la Neustrie septentrionale aurait empêché cette même évolution,.

### Les traits distinctifs du normand
La reconnaissance d'un dialecte gallo-roman comme appartenant à l'ensemble normand est fondée sur certaines caractéristiques phonétiques observées depuis le Xe siècle au moins et qui sont réellement les caractéristiques les plus propres de cette langue. Ces caractéristiques sont deux :
- l'évolution de l'ē long latin en ei et non en oi comme ailleurs dans le domaine d'oïl (cette caractéristique est cependant partagée par d'autres dialectes de l'Ouest de la France comme le mayennais, l'angevin, le sarthois, dans une certaine mesure le tourangeau ainsi que le gallo) : dirēctu(m) donne dreit en normand contre droit ailleurs sur le domaine d'oïl ;
- le maintien des consonnes /k/ et /g/ devant /a/ dans les mots latins et non leur palatisation en /tʃ/ ou /dʒ/ comme ailleurs dans le domaine d'oïl (phénomène commun au picard) : calce(m) donne cauche en normand contre chauce en ancien français (« chausse » ou « chaussure » en français moderne) ailleurs dans le domaine d'oïl, de même gamba donne gambe en ancien normand contre jambe en ancien français.

Une dernière caractéristique très typique du normand est l'évolution du /k/ latin vers un chuintement devant /e/ et /i/ et non pas vers un /s/ comme en ancien français, ainsi le latin cinere(m) donne chendre en normand mais cendre en français. Cette caractéristique n'est cependant pas exclusive à cette langue et est présente à des degrés divers dans les dialectes normands. Par exemple, là où beaucoup de dialectes normands diront chût cat (« ce chat »), le dialecte rouennais dira chût cat ou çût cat, de même au lieu de dire chûte corporanche (« cette corpulence »), le rouennais dira ch'te corporanche ou ç'te corporance.

#### Traits distinctifs de certains dialectes normands

##### Le cauchois
Le cauchois connaît un certain nombre d'évolutions phonétiques qui lui sont propres :
- disparition de /r/ intervocalique : heûe pour heure, beîe pour beire (« boire »), cûé pour curé etc. ;
- métathèse du schwa (phénomène commun au brayon et au rouennais ainsi qu'au picard) : el pour le, ej pour je, ed pour de, permier pour premier etc. ;
- maintien de la diphtongue /je/ de l'ancien normand (dans les infinitifs, il se réduit cependant comme en français moderne à /e/) contre son évolution en /ji/ en cotentinais et augeron : carpentier contre carpentyi en cotentinais, veudier contre veudyi en cotentinais etc.

##### Le cotentinais
- palatalisation de /k/ et /g/ devant les voyelles /i/ et /y/ et parfois /ɛ/ (phénomène commun au jerriais, guernesiais, sercquais et avranchinais) : tchi pour qui, dgitare pour guitare, tchuraé pour curé, tchulture pour culture etc.
- diphtonguisation de la voyelle /u/ en /uw/ (comme en jerriais et en avranchinais) : pouwr pour pour, fouwrque pour fourque en rouennais (« fourche ») etc.
- prononciation de la diphtongue de l'ancien normand /jø/ en /yy/ : luure pour lieure en rouennais (« lire »), Duu pour Dieu etc.
- prononciation très appuyée des nasales /ã/ et /õ/ (qui arrivent à être prononcés quasiment de la même façon) : blyaon pour blanc, féchoon pour féchon (« façon ») etc.
- transformation de /ɔ/ devant une nasale en /u/ (ce qui semble très ancien car les textes normands les plus anciens notent déjà ce changement, pourtant moins présent en cauchois, rouennais et brayon) : dounaer pour donner, houme pour homme etc.
- renforcement éventuel du schwa en /e/ (comme en jerriais, guernesiais, sercquais, augeron et avranchinais) : lé pour le (au lieu de el en brayon, cauchois et rouennais), jé pour je (au lieu de ej en brayon, cauchois et rouennais), dé pour de (au lieu de ed en brayon, cauchois et rouennais) etc.
- le son /e/ est prononcé de façon très ouverte en finale et dans les anciennes suites -est- de l'ancien français, à tel point qu'on dirait qu'un léger /a/ s'est glissé devant (même phénomène en français québécois) : portaer pour porter, taête pour tête, faête pour fête etc. Ce phénomène se retrouve également dans les parlers normands du Lieuvin et du Roumois.

##### Le rouennais
- présence de métathèse comme en cauchois (voir plus haut la section cauchois) ;
- plutôt homme et donner comme en brayon et en cauchois qu'houme et douner comme en cotentinais ;
- prononciation fièr et premié de fier et prémier comme en brayon et cauchois et non fyir et prémyi comme en cotentinais ;
- atténuation du chuintement des autres dialectes normands à l'initiale d'un mot (en particulier dans les adjectifs démonstratifs) : çu pour chût (« ce »), c'te pour chûte (« cette ») mais chent (« cent ») et r'chevei' (recheveir, « recevoir ») comme ailleurs en Normandie ;
- transformation de /y/ en /ø/ devant une nasale (comme en cauchois, en cotentinais et avranchinais) : feumer pour fumer, eune pour une, accouteumanche pour accoutumance etc.

##### Le brayon
Comme pour le rouennais, mais :
- nasalisation (comme en picard de la Somme) des voyelles devant une nasale (et donc absence de transformation de /y/ en /ø/ devant une nasale comme en rouennais) : unne pour une, accoûtunmanche pour accoutumance, fanme pour femme, cusinne au lieu de cusène comme en rouennais et cauchois ou tchuusène en cotentinais (cusène, « cuisine ») etc.
- chuintement maintenu dans tous les cas, contrairement au rouennais : ch'te ou chûte pour cette (c'te en rouennais), chût pour ce (çu / çût en rouennais) etc.

##### Le jersiais
Très semblable au cotentinais, mais :
- la diphtongue /jø/ n'a pas cette tendance cotentinaise à être prononcée /yy/ ;
- la finale -ier ou -ié ne se prononce pas /ji/ comme c'est le cas dans beaucoup de parlers cotentinais, à la place, on entend /je/ comme ailleurs en Normandie : veudier se dit veudié contre veudyi dans le Cotentin etc.
- rhotacisme de /r/ intervocalique en /ð/ (noté th dans la graphie locale) : paithe pour peire, êcrithe pour écrire ;
- diphtongaisons courantes des voyelles accentuées et des nasales : dreit (prononcé /dræj/), pain (prononcé /pæ̃j/), etc.
- palatalisation des groupes /tj/ et /dj/ : Dieu est prononcé Dgieu, chrétien est prononcé chrêtchien etc.

##### Le gaspésien (Québec)
Dérive du jersiais, parlé au Québec dans la péninsule de Gaspésie depuis la fin du XVIIIe siècle. Suit le jersiais mais :
- absence d’évolution de /r/ vers /ð/ comme en jersiais : on dit paire et non paithe, baire et non baithe ;
- le gaspésien a retenu l’s de l’ancien français devant une consonne, fait notable dans les langues d’oïl : estre pour être, despêchier pour dêpêchier en jersiais, maistre pour maît(r)e etc.
- durcissement de la palatale /tch/ en /tk/ : qui est prononcé (t)ki.

##### Le guernesiais
Très semblable au jersiais, mais :
- absence de rhotacisme de /r/ intervocalique : écrire et beire au lieu de êcrithe et baithe en jerriais ;
- absence de diphtongaison de /u/ comme en jersiais, cotentinais, avranchin et augeron : pour au lieu de pouwr en jersiais (graphie locale pouor), fourque au lieu de fouwrk en jerriais (graphie locale fouorque) ;
- diphtongaison des voyelles accentuées plus forte encore qu'en jersiais : j'avoms (prononcé /ʒavøõ/ au lieu de /ʒavoõ/), pain (prononcé /pɔ̃j/) etc.

### Tableaux de correspondances du français au normand

#### -Oi- en français équivaut à -ei- en normand
| Mot normand | Traduction                                                               | Étymologie                           |
| ----------- | ------------------------------------------------------------------------ | ------------------------------------ |
| dreit       | droit                                                                    | bas latin *drectu(s) (lat. directus) |
| la peire    | la poire                                                                 | bas latin *pira (lat. pirum)         |
| le peivre   | le poivre                                                                | latin piper                          |
| la fei      | la foi                                                                   | latin fide(m) (accusatif de fides)   |
| le deigt    | le doigt                                                                 | latin digitus                        |
| creire      | croire                                                                   | latin credere (infinitif de credo)   |
| veir        | voir                                                                     | latin videre (infinitif de video)    |
| beire       | boire                                                                    | latin bibere (infinitif de bibo)     |
| neir        | noir                                                                     | latin nigru(m) (accusatif de niger)  |
| aveir       | avoir, de même pour tous les verbes du troisième groupe français en -oir | latin habere (infinitif de habeo)    |
| la feire    | la foire                                                                 | bas latin *feria (latin feriae)      |

#### Ch- et j- en français équivalent à c- et g- en normand
| Mot normand | Traduction               | Étymologie                                 |
| ----------- | ------------------------ | ------------------------------------------ |
| la gambe    | la jambe                 | bas latin gamba                            |
| la vacke    | la vache                 | latin vacca                                |
| le cat      | le chat                  | latin cattus                               |
| le kien     | le chien                 | bas latin *cane (latin canis)              |
| la cauche   | la chausse, la chaussure | latin calce(m)                             |
| le câtel    | le château               | latin castellu(m)                          |
| la kièvre   | la chèvre                | latin capra                                |
| cachier     | chasser                  | bas latin *captiare                        |
| catouillier | chatouiller              | incertaine, peut-être bas-latin *catiliare |
| caud        | chaud                    | latin calidu(s)                            |
| la cose     | la chose                 | latin causa                                |

## Morphologie
(janvier 2023).

### Adjectif
La formation des adjectifs en normand ne présente globalement pas de différence fondamentale avec le français. On notera cependant quelques archaïsmes :
- grand est souvent invariable au singulier et au pluriel, comme c’était le cas en ancien français. Ex. : eune grand cose = « une grande chose ».
- les adjectifs de couleur sont souvent placés avant le nom, là encore comme souvent l’on trouve dans les textes en ancien français. Ex. : un vert pré.
- l'adjectif beau présente deux forme au masculin singulier dans de nombreux parlers normands (bel et biau) selon la place qu'il trouve dans la phrase. Placé devant le nom, il prend la forme biau sauf si ce nom ou le mot qui le suit commence par une voyelle ou u h- muet, auquel cas c'est la forme bel qui est utilisée (comme en français classique). En fin de phrase ou à la fin d'une proposition, en revanche, on utilise la forme bel.

Ex : Un biau câtel mais le câtel est bel (« un beau château » et « le château est beau »).
Il est à noter que le normand applique en cela une règle qui s'appliquait aussi en ancien et en moyen français et dont il nous reste quelques traces (ainsi dit-on encore Philippe le Bel et non le Beau, tout comme devant et, l'adjectif beau a encore la possibilité de se muer en bel dans une langue élégante : il est bel et grand plutôt que il est beau et grand).

### Négation
On trouve en normand plusieurs façons de former la négation. Si ne pas est courant dans toute la Normandie, d’autres formes existent :
- ne brin (en particulier à Rouen et dans le pays de Bray), ne pin (de pain, négation attestée en ancien français ; on l’entend en particulier dans le pays de Caux) ;
- ne peis (souvent orthographié pés ou paé, peis signifie « pois », cette négation est également attestée en ancien français et elle s’en rencontre aujourd’hui du Bessin au Cotentin) ;
- ne miette : s’entend localement dans le pays de Caux, il s’agit d’une forme ancienne comparable à ne mie ;
- ne mie : très courant dans le pays de Bray, était également très répandu en ancien français (et en lorrain roman);
- ne mèche : forme normande originale, l'idée de mèche traduit à merveille l'idée de petitesse propre à la construction de la négation dans les langues d’oïl. Ne saveir mèche ou (ne) mèche saveir, c’est littéralement « ne pas savoir même une mèche » ;
- ne pièche : celui-ci a une valeur plus forte, il signifie dans certains parlers du Cotentin pas du tout (voire localement personne ou aucun). Comme pour mèche (et à l’origine pour toutes les négations dans les langues d’oïl, pas compris), l'idée de pièce renforce la négation : ne pièche prendre c’est littéralement ne prendre (pas même une) pièce (de quelque chose), donc ne prendre rien du tout.

### Conjugaison
Malgré la diversité de ses parlers, le normand présente quelques caractéristiques grammaticales communes à peu près partout en Normandie. 

#### Pronoms et remarques générales
- La première différence nette qui apparaît dans la conjugaison du normand est le pronom nos employé pour on et conjugué à la troisième personne du singulier. Nos deit mangier pou' viv'e signifie On doit manger pour vivre.
- Contrairement au français oral où on prend souvent le sens de nous et où la conjugaison de la première personne du pluriel tend à se raréfier à l'oral (on dira plus facilement on va manger que nous allons manger), en normand la première personne du pluriel s'emploie couramment à l'oral. Elle présente cependant une particularité dans de nombreux parlers : son pronom est je au lieu de nous : je soumes, j'alloms mangier etc. ne signifient aucunement je suis ou je vais manger mais bien nous sommes et nous allons manger. Cette particularité étonnant qui fait endosser au pronom je à la fois la première personne du singulier et la première personne du pluriel n'est pas propre au normand, contrairement au pronom nos que nous avons vu ci-dessus. On retrouve en effet cette conjugaison dans de nombreux parlers d'oïl et Molière déjà faisait parler de la sorte les paysans de ses pièces (dans son Don Juan par exemple).
- De nombreux parlers normands, notamment du Lieuvin et de l'Eure, font par ailleurs encore sonner un -m final dans la terminaison de la première personne du pluriel (que le français classique note -ons). L'ancien normand connaissait en effet une terminaison -um (nos faisum pour nous faisons) ; d'où il convient de noter avec un -m- la nasale dans cette terminaison en normand plutôt qu'avec un -n- comme le fait le français classique (cet -n- n'a d'ailleurs rien d'étymologique au regard de la terminaison latine -amus dont -ons est issue).

#### Rétention du passé simple à l'oral
Au rebours du français moderne qui emploie volontiers le passé composé mais réserve le passé simple à un usage quasi strictement écrit, le normand – comme son ancêtre l'ancien français – emploie couramment le passé simple à l'oral. On observe régulièrement des variations de la conjugaison du passé simple dans les parlers. Ainsi les verbes français faisant leur passé simple en -u- (devoir = je dus, pouvoir = je pus, connaître = je connus etc.) font, en normand, leur passé simple en -eu- (à l'exception du verbe être, qui maintient sa consonne -u- inchangée dans la plupart des dialectes sauf à la première personne du pluriel — je feûmes, mais il s'agit ici d'une conséquence de la transformation en -eu- de -u- devant une consonne nasale en normand, voir le paragraphe sur la phonétique). Cette particularité tient au fait qu'en ancien français, tous nos verbes faisant -u- au passé simple faisaient non -u- mais -eü- (là encore à la seule exception du verbe être ou estre en ancien français). Ainsi ne disait-on pas il dut mais il deüt, non nous sûmes mais nos seümes, et non pas vous connûtes mais plutôt vos coneüstes. Le normand a simplement conservé le -eü- de l'ancien français mais l'a fait évoluer en -eu- (le français moderne n'en a gardé trace que dans le verbe avoir = j'eus, tu eus etc., bien que -eu- y soit prononcé u).
| -           | counaître     | deveir     | saveir     | recheveir     | pouveir    | creître     | paraître     | aveir     | être      |
| ----------- | ------------- | ---------- | ---------- | ------------- | ---------- | ----------- | ------------ | --------- | --------- |
| 1re sing.   | je couneus    | je deus    | je seus    | je recheus    | je peus    | je creus    | je pareus    | j'eus     | je fus    |
| 2e sing.    | tu couneus    | tu deus    | tu seus    | tu recheus    | tu peus    | tu creus    | tu pareus    | t'eus     | tu fus    |
| 3e sing.    | i' couneut    | i' deut    | i' seut    | i' recheut    | i' peut    | i' creut    | i' pareut    | il eut    | i' fut    |
| 1re pluriel | je couneûmes  | je deûmes  | je seûmes  | je recheûmes  | je peûmes  | je creûmes  | je pareûmes  | j'eûmes   | je feûmes |
| 2e pluriel  | vos couneûtes | vos deûtes | vos seûtes | vos recheûtes | vos peûtes | vos creûtes | vos pareûtes | vos eûtes | vos fûtes |
| 3e pluriel  | i' couneurent | i' deurent | i' seurent | i' recheurent | i' peurent | i' creurent | i' pareurent | il eurent | i' furent |

Il est à noter cependant que les verbes vouleir (vouloir), beire (boire), creire (croire) et vivre font, eux, leur passé simple en -i- dans la plupart des parlers normands (je voulis, je bevis, je creyis et je véquis).
| -           | vouleir      | beire       | creire       | vivre        |
| ----------- | ------------ | ----------- | ------------ | ------------ |
| 1re sing.   | je voulis    | je bevis    | je creyis    | je véquis    |
| 2e sing.    | tu voulis    | tu bevis    | tu creyis    | tu véquis    |
| 3e sing.    | i' voulit    | i' bevit    | i' creyit    | i' véquit    |
| 1re pluriel | je voulîmes  | je bevîmes  | je creyîmes  | je véquîmes  |
| 2e pluriel  | vos voulîtes | vos bevîtes | vos creyîtes | vos véquîtes |
| 3e pluriel  | i' voulirent | i' bevirent | i' creyirent | i' véquirent |

Une autre variation courante dans la conjugaison du passé simple en normand est d'aligner les terminaisons du premier groupe sur celles du second, c'est-à-dire qu'au lieu de je mangeai, tu mangeas, i' mangea, je mangeâmes, vos mangeâtes, i' mangèrent on pourra entendre je mangis, tu mangis, i' mangit, je mangîmes, vos mangîtes, i' mangirent.
Le passé est surtout exprimé par un passé simple (à l'oral comme à l'écrit) ou un temps composé (passé composé, plus-que-parfait). Le passé simple est bien plus employé qu'en français et surtout que l'imparfait. Le subjonctif imparfait est également largement employé, parfois à la place du subjonctif présent. À l'exception des verbes irréguliers, tous les verbes normands forment leur passé simple avec les mêmes terminaisons -is, -is, -ît, -îmes, -îtes, -îtent et forment leur subjonctif imparfait sur la même base de terminaisons -isse, -isses, -isse, -issioms, -issiez, -îtent.
|                     | indicatif présent                                                                                      | imparfait | passé simple | futur                                                                                                  | conditionnel | subjonctif présent | subjonctif imparfait (courant) | participe présent | participe passé |
| ------------------- | --- | --- | --- | --- | --- | --- | --- | ----------------- | --------------- |
| être / yêtre (être) | je suis, sis, sieus t'es il / alle est nos est je soumes vous êtes il / alles sont                     | j'éteis t'éteis il / alle éteit nos éteit j'étioms / éteimes vous étiez / éteîtes il / alles éteient                      | je fus tu fus i / alle fut nos fut je feûmes vous fûtes i / alles furent, fûdrent, fûtrent, fût'ent                                                                                              | je serai tu seras il / alle sera no sera je seroms vous serez il / alles seront                        | je sereis tu sereis il / alle sereit nos sereit je serioms / sereimes vous seriez / sereîtes il / alles sereient                            | que je seis, seie que tu seis, seies qu'il / alle seit, seie que nos seit, seie que je seyoms que vous seyez qu'il / alles seient | que je fusse que tu fusses qu'il / alle fusse / fût que no fusse que je fussioms que vous fussiez qu'il / alle fussent | étant             | été             |
| aveir (avoir)       | j'ai t'as il / alle a nos a j'avoms vous avez il / alles ont                                           | j'aveis t'aveis il / alle aveit nos aveit j'avioms / aveimes vous aviez / aveîtes il / alles aveient                      | j'eus t'eus il / alle eut nos eut j'eûmes vous eûtes il / alles eurent, eûdrent, eûtrent, eût'ent                                                                                                | j'airai t'airas il / alle aira nos aira j'airoms vous airez il / alles airont                          | j'aireis t'aireis il / alle aireit nos aireit j'airioms / aireimes vous airiez / aireîtes il / alles aireient                               | que j'aie que t'aies qu'il / alle ait, aie que nos ait, aie que j'ayoms que vous ayez qu'il / alles aient                         | que j'eusse que t'eusses qu'il / alle eusse / eût que nos eusse / eût que j'eussioms que vous eussiez qu'il / alles eussent / eûtrent | ayant             | ieu¹            |
| canter (chanter)    | je cante tu cantes il / alle cante no cante je cantoms vous cantez il / alles cantent                  | je canteis tu canteis il / alle canteit nos canteit je cantioms / canteimes vous cantiez / canteîtes il / alles canteient | je cantai / cantis tu cantas / cantis il / alle canta / cantit nos canta / cantit je cantâmes / cantîmes vous cantâtes / cantîtes il / alles cantèrent / cantirent, cantîdrent, cantîtrent       | je canterai tu canteras il / alle cantera nos cantera je canteroms vous canterez il / alles canteront  | je cantereis tu cantereis il / alle cantereit nos cantereit je canterioms / cantereimes vous canteriez / cantereîtes il / alles cantereient | que je cante que tu cantes qu'il / alle cante que nos cante que je cantioms que vous cantiez qu'il / alles cantent                | que je cantasse / cantisse que tu cantasses / cantisses qu'il / alle cantasse, cantât / cantisse, cantît que nos cantasse, cantât / cantisse, cantît que je cantassioms / cantissioms que vous cantassiez / cantissiez qu'il / alles cantassent / cantissent          | cantant           | canté           |
| acater (acheter)    | j'acate t'acates il / alle acate nos acate j'acatoms vous acatez il / alles acatent                    | j'acateis t'acateis il / alle acateit nos acateit j'acatioms / acateimes vous acatiez / acateîtes il / alles acateient    | j'acatai / acatis t'acatas / acatis il / alle acata / acatit nos acata / acatit j'acatâmes / acatîmes vous acatâtes / acatîtes il / alle acatèrent / acatirent, acatîdrent, acatîtrent           | j'acaterai t'acateras il / alle acatera nos acatera j'acateroms vous acaterez il / alles acateront     | j'acatereis t'acatereis il / alle acatereit nos acatereit j'acaterioms / acatereimes vous acateriez / acatereîtes il / alle acatereient     | que j'acate que t'acates qu'il / alle acate que nos acate que j'acatioms que vous acatiez qu'il / alles acatent                   | que j'acatasse / acatisse que t'acatasses / acatisses qu'il / alle acatasse, acatât / acatisse, acatît que nos acatasse, acatât / acatisse, acatît que j'acatassioms / acatissioms que vous acatassiez / acatissiez qu'il / alles acatassent / acatissent             | acatant           | acaté           |
| mangier (manger)    | je mangeüe² tu mangeües² il / alle mangeüe² nos mangeüe² je mangeoms vous mangez il / alles mangeüent² | je mangeis tu mangeis il / alle mangeit nos mangeit je mangioms / mangeimes vous mangiez / mangeîtes il / alles mangeient | je mangeai / mangis tu mangeas / mangis il / alle mangea / mangit nos mangea / mangit je mangeâmes / mangîmes vous mangeâtes / mangîtes il / alles mangèrent / mangirent, mangîdrent, mangîtrent | je mangerai tu mangerais il / alle mangera nos mangera je mangeroms vous mangerez il / alles mangeront | je mangereis tu mangereis il / alle mangereit nos mangereit je mangerioms vous mangeriez il / alles mangereient                             | que je mangeüe² que tu mangeües² qu'il / alle mangeüe² que nos mangeüe² que je mangioms que vous mangiez qu'il / alles mangeüent² | que je mangeasse / mangisse que tu mangeasses / mangisses qu'il / alle mangeasse, mangeât / mangisse, mangît que nos mangeasse, mangeât / mangisse, mangît que je mangeassioms / mangissioms que vous mangeassiez / mangissiez qu'il / alles mangeassent / mangissent | mangeant          | mangié          |

Notes :
- ¹ : on entend quelquefois un z dans j'ai ieu comme si l’on disait j’ai-z-ieu pour j'ai eu, il en va de même aux autres personnes : il a-z-ieu pour il a eu et il ont-z-ieu pour ils ont eu.
- ² : le verbe mangier (manger) est irrégulier, la présence d'un -u- dans je mangeüe, tu mangeües, il mangeüe (3 personnes du singulier) et il mangeüent (3e personne du pluriel) se retrouvant en ancien français dans le verbe mangier dont la conjugaison au présent de l'indicatif était : je manju, tu manjües, il manjüe, nos manjons, vous mangiez, il manjüent. Cette particularité a disparu en français moderne et dans d'autres langues d'oïl ainsi qu'en francoprovençal mais s'est maintenue en normand.

## Lexique et expressions
Cette liste n'est pas exhaustive et vise à présenter quelques mots ou prononciations propres au normand.
- à tantôt [a tɑ̃'to] : à cet après-midi ou à tout à l'heure
- tout à l'heure : tout de suite (ou bientôt)
- affaiter : assaisonner
- un neir quien [un nɛr tʃi] ou [k(j)ɛ̃] : un chien noir. L'antéposition de l'adjectif exprimant la couleur existait en ancien français (influence syntaxique du germanique) et subsiste en poésie, et elle reste la règle sur la côte ouest du Cotentin et en Normandie insulaire, tout comme en wallon. On en trouve des traces en cauchois par exemple ou « geler blanc » se dit blanc rimer
- un quenâle [œ̃ knɑ:l] : un enfant
- boujou [bujwu] : bonjour ou au revoir
- goule [gwul] / [gul] : figure, visage
- magène (ou plus anciennement imagène) : peut-être, vient de l'impératif du verbe imaginer.
- croqué ou ahoquié [aʁ'ot͡ʃi] : accroché
- broquer à travers le carreau (en normand : broquier à travers le carrel) : passer
- eune moûque à miel (aussi orthographié maûque) : une abeille
- travailleux coume pièche [piʃ] : travailleur comme personne
- bavacheux : bavard ; de bavacher, bédasser : « bavasser », commérer
- étivoquer (ou étiboquier) [etibɔ't͡ʃi] : taquiner
- véseille, vésouille : force
- il coumencheit à yêtre chargié / cargié à drié : il commençait à être passablement enivré
- trachier des pous à un vieûlard ou [tʁa'ʃi] : chercher le moindre motif de querelle
- ch'est un bon gars, mais il se niereit dans sa roupie ou [il se noierait dans sa morve] : C'est un bon garçon mais pas très intelligent
- je sis aussi fidèle que le quien l'est oû berquier ou [bɛʁka'lœ] : je suis aussi fidèle que le chien l'est au berger
- un grand fallu : un grand benet
- viens-t'en veir : viens voir
- nachu : têtu
- nache, hune : tête
- se lêquer la groueille : s'embrasser avec effusion
- baiser la poûr : avoir peur
- je ne sis qu'un poure manant, bien malhéreux : Je ne suis qu'un pauvre manant bien malheureux
- tei itout : toi aussi
- mei n'tout ou mei nitout : moi non plus
- v'là cor que le quien il pousse sus sa caîne : voilà encore que le chien tire sur sa chaîne
- ch'est dreit cha ! ou [ʃe dʁɛ ʃa] : c'est tout à fait ça, tout à fait juste
- y'a du fu dans la queminèye ou chimenèye [ʃim'na] : il y a du feu dans la cheminée
- redoubler : faire demi-tour
- futiau : un hêtre
- eune bérouette : une brouette
- coche : truie
- havre : port
- fourquette : fourchette
- vel, vé', viau : veau
- mâquèse : tête (gueule)

## Orthographe
Il existe aujourd'hui trois orthographes standardisées du normand : normand continental (dont cotentinais; selon le système Lechanteur), jersiais (selon les dictionnaires Le Maistre (1966) et Société Jersiaise (2005)), guernesiais (selon le dictionnaire De Garis (1982)).
| -oun, oum                                                      | /ɔ̃ː/ |
| -aun, aum                                                      | /aɔ̃/ ou /ɛ̃/ selon la région |
| e non accentué                                                 | muet (autrefois représenté par l'apostrophe, et cela toujours dans les îles) |
| verbe en -er (et participe en -é) (s'écrit -aï en guernesiais) | /ɘ/ ou /o/ ou /e/ selon la région (/aɪ/ en guernesiais) |
| qù suivi de é ou i                                             | /tʃ/ au nord de la ligne Joret, /k/ au sud de la ligne Joret. Les îles Anglo-Normandes, étant au nord de la ligne Joret, ont gardé le tch orthographique. Le mot normand venu du latin canem (chien) s'écrit qùyin (à prononcer [quien] ou [tchi] selon les lieux) sur le continent et tchian selon l'orthographe insulaire. |
| gù suivi de é, i ou u                                          | /dʒ/ au nord de la ligne Joret, /ɡ/ au sud de la ligne Joret |
| ll suivant b, c, f, g, p (s'écrit li en jersiais)              | /j/ |
| th (seulement en jersiais)                                     | /ð/ (en jersiais) |
| oué                                                            | /we/ |
| ouo                                                            | /uo/, s'utilise en position accentuée, sinon remplacée par ou /u/ (coulaer mais je couole, journaée mais jouor) |
| âo                                                             | /aʊ/ |
| iâo                                                            | /jaʊ/ |
| eû                                                             | /y/ jusqu'à /œ:/ selon la région |

## Littérature

### Avant leXIXesiècle

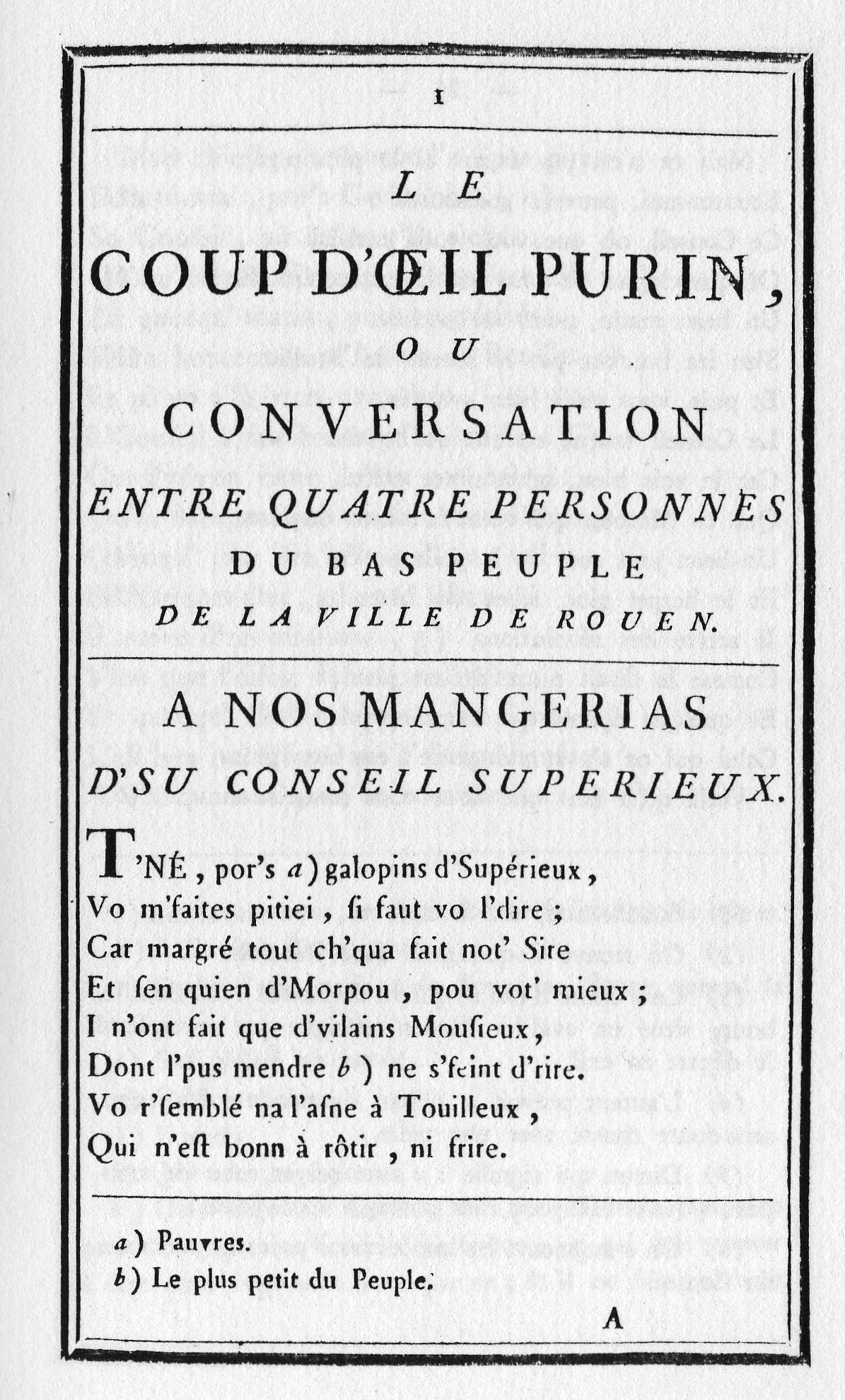
Le Coup d'œil purin, de 1773.

Le Jersiais Wace est considéré comme fondateur de la littérature jersiaise au XIIe siècle. Béroul, Adam de Ros, André de Coutances, Beuve de Hanstone, Chandos, Chardry, Clémence de Barking, Denis Piramus, Éverard de Gateley, Geoffroy Gaimar, Guernes de Pont-Sainte-Maxence, Guillaume de Berneville, Guillaume le Clerc de Normandie, Jofroi de Waterford, John Gower, Jourdain Fantosme, Marie de France (poétesse), Nicholas Trivet, Nicole Bozon, Philippe de Thaon, Pierre d'Abernon, Pierre de Langtoft, Raüf de Lenham, Robert Biket, Robert de Gretham, Robert de Ho, Robert Grossetête, Wace, Sarrazin, Simon de Freine, Thomas d'Angleterre, Thomas de Kent, Turold ou Wilham de Waddington sont des auteurs de la littérature anglo-normande.
On retrouve de la littérature satirique ou polémique publiée à Rouen aux XVIe et XVIIe siècles dans ce qu’on appelle le parler purin : David Ferrand (1590? - 1660) a publié la Muse normande, collection d’écritures dans la langue du pays de Caux. Le coup d’œil purin est publié en 1773 à Rouen. Pierre Genty (1770 - 1821) représente le percheron, langage du Perche.

### À partir duXIXesiècle

#### En Normandie insulaire
Le XIXe siècle a vu un nouvel élan dans la littérature régionale dans laquelle les auteurs insulaires comme George Métivier (Guernesiais, 1790-1881) et Robert Pipon Marett (Jersiais, 1820-1884) jouaient un rôle important.
Pendant son exil à Jersey et à Guernesey, Victor Hugo s’intéressait à la langue des pêcheurs insulaires et accueillait les auteurs normands des îles. À Jean Sullivan (1813-1899), auteur jersiais, Hugo a écrit en 1864 que le jersiais est une « précieuse langue locale » et dans son Archipel de la Manche, il a écrit : « Quant au patois, c'est une vraie langue, point méprisable du tout. Ce patois est un idiome complet, très riche et très singulier. »
En prenant le mot normand pieuvre qu’il avait entendu lors de ses entretiens avec les Jersiais et Guernesiais pour s’en servir dans son roman Les Travailleurs de la mer, il avait popularisé ce régionalisme qui se glissera par la suite en français.

#### En Normandie continentale

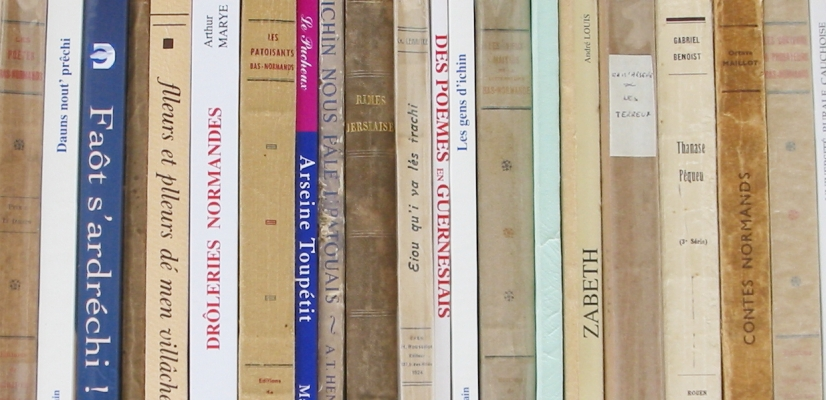
Littérature normande.

Les érudits normands, dans le cadre des sociétés savantes, se sont intéressés, comme Hugo, aux diverses formes de patois et dialectes présents en Normandie continentale. Le romancier Jules Barbey d'Aurevilly émaillait ainsi certaines de ses œuvres, en particulier celles qui se passent dans le Cotentin, avec des mots entendus dans la campagne et tirés de la langue normande.
Dans les années 1890-1910, la vogue folklorique envahit le Cotentin, et on doit à Alfred Rossel, chansonnier, des chansons transmises encore, en particulier Sus la mé, sorte d'hymne national du Cotentin (wikisource). Un Louis Beuve, normand de la région de Coutances, est séduit par cette pratique du chant appliqué au normand et entreprend d'écrire lui aussi des poèmes et des petits contes qu'il publie dans le Bouais-Jan à la fin des années 1890. Sa Graind Lainde de Lessay devient un poème prisé. Il publie ensuite plusieurs autres œuvres et initie à l'occasion des fêtes du Millénaire (du rattachement de Cotentin à la Normandie) en 1933, le « Souper des Vikings » où le normand était la seule langue tolérée. Il fait des émules dans la littérature normande avec des Jean-Baptiste Pasturel (de Périers), Alfred Noël (de Valognes) et finalement, dans une seconde génération, des Gires Ganne (Fernand Lechanteur) et Côtis-Capel (abbé Albert Lohier). Fernand Lechanteur unifie les orthographes jusque-là utilisées en la raisonnant. Côtis-Capel ouvre la voie à une littérature normande débarrassée des traits folkloriques du paysan normand. Par ses poèmes, le poète appuie sur la rudesse des hommes normands, sur leur fierté, mais aussi sur leur cœur et leur âme. Dans son sillage, André Louis publie le premier roman entièrement en normand : Zabeth.
Le pays de Caux a vu une abondante littérature en normand cauchois. Parmi les éditions: Les idées de Magloire (1913) d'Ernest Morel, Les histouères de Thanase Pèqueu de Gabriel Benoist en 1932, et en 1925 Les Terreux de Gaston Demongé.
Enfin, dans de nombreux romans et nouvelles de Guy de Maupassant se déroulant au pays de Caux ou alentour comme Toine, les personnages locaux s'expriment parfois en cauchois mais avec de nombreuses erreurs grammaticales (conjugaison) volontaires ou non, et souvent une phonétique impropre (ex : mé ou lieu de mei). Maupassant mélange le cauchois à des formes populaires de français (par exemple : « quelque » devient quèque, alors qu'un cauchois dirait queuque ou encore « où est-ce qu'elle se trouve? » devient ousqu'elle est?, alors qu'en cauchois on dit ouyou qu'elle est ?, etc.). En réalité, il désirait se faire comprendre de lecteurs s'exprimant en français standard.

### Auteurs

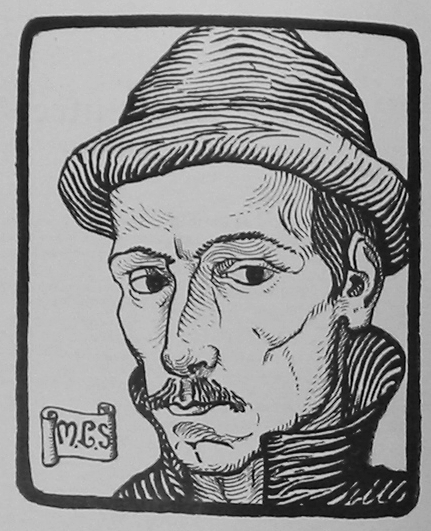
Maurice Fernand Lesieutre.

Exemples d'auteurs de la littérature d'expression normande :
- Guillaume Alexis, surnommé le « Bon Moine », fin du XVe siècle / début du XVIe siècle (on ignore les dates précises de sa naissance et de sa mort). Savant bénédictin de l'abbaye de Lire (La Vieille-Lyre), dans le diocèse d'Évreux puis prieur de Bussy, dans le Perche. En 1486, il fit un pèlerinage à Jérusalem et y tomba, dit-on, victime de la persécution des Turcs. Guillaume Alexis était un poète au style très vif, que la critique littéraire moderne range dans les successeurs de Villon. Les ouvrages qui restent de lui sont :
  - le Passe-temps de tout homme et de toute femme avec l'A, B, С des doubles, le tout en vers,
  - le Grand Blason5 des faulces amours, en caractères gothiques et à la suite des « Quinze joies du mariage »,
  - le Contre-Blason des faulces amours, intitulé le Grand Blason d'amours spirituelles et divines, avec certaines épigrammes, etc.,
  - le Dialogue du Crucifix et du Pèlerin,
  - le Loyer des folles amours, et le Triomphe des Muses contre l'amour, à la suite des Quinze joies du mariage,
  - le Passe-temps du prieur de Bussy et de son frère le cordelier,
  - le Miroir des Moines,
  - le Martyrologe des fausses langues et le chapitre général d'icelles tenu au temple de Danger,
  - Quatre chants royaux qui se trouvent parmi les Palinodies.
- Alain Chartier, 1385 (Bayeux), 1433 (Paris)
  - poète auteur de La Belle Dame sans mercy (1424).
- David Ferrand (1590? - 1660)
- Pierre Genty (1770 - 1821)
- Bernardin Anquetil (1755–1826, du Bessin)
- Matthew Le Geyt (1777-1849, de Jersey)
- George Métivier (1790-1881, de Guernesey)
  - poète Rimes guernesiaises (1831), Fantaisies guernesiaises (1866), Poësies guernesiaises et françaises (1883) ; lexicographe Dictionnaire franco-normand (1870)
- Jean Sullivan (1813-1899, de Jersey)
- Eugène Noël, 1816 (Rouen), 1899 (Bois-Guillaume)
  - écrivain, Loisirs du Père Labêche.
- Philippe Langlois (1817-1884, de Jersey)
- Tam Lenfestey (1818-1885, de Guernesey)
  - poète, Le Chant des Fontaines (1875)
- Robert Pipon Marett (1820-1884, de Jersey)
- Denys Corbet (1826-1910, de Guernesey)
  - poète, collections Les Feuilles de la Forêt (1871), Le Jour de l'An (1874-1877), Les Chants du draïn rimeux (1884), rédacteur du Bailliage
- Jean Dorey (1831-1872, de Jersey)
- Augustus Asplet Le Gros (1840 - 1877, de Jersey)
- Alfred Rossel (1841-1926, de Cherbourg)
  - Œuvres complètes (1913)
- Bon Prosper Lepesqueur (6 août 1846, Digulleville - 31 janvier 1921, Cherbourg), de son pseudonyme Boûnnin Polidor.
  - Dessinateur de la Marine à Cherbourg, il devient chroniqueur dans « Le Phare de la Manche ». Il est l'auteur de nombreuses chansons en normand, dont Le Cordounyi, La Batterie de Serasin, Le Chendryi, La Parcie, Le Fisset… Il signait aussi P. Lepesqueux, Bounin Polidor ou P. Lecacheux.
- Philippe Le Sueur Mourant (1848-1918, de Jersey)
  - auteur de Bram Bilo et de Piteur Pain
- Thomas Alfred Grut (1852-1933, de Guernesey)
  - collection Des lures guernesiaises (1927)
- Charles Lemaître (1854-1928)
  - collections Les Joyeux Bocains (1917), Hélas qu'c'est drôle (1924), Eiou qui va lés trachi (1912), Bonnes gens de Normandie
- Michel-Georges Dubosc (1854/1927, de Rouen)
- Charles Vérel (1857-1917, d'Alençon)
- Octave Maillot (1861-1949, de Tinchebray)
- Thomas Henry Mahy (1862-21 avril 1936, de Guernesey)
  - collection Dires et Pensées du Courtil Poussin (1922)
- Louis Beuve (1869-1949, de Coutances)
  - collection Œuvres choisies (150)
- François Enault (1869-1918, du Cotentin)
  - Les Propos de Jean Frinnot (1930)
- George W. De Carteret 1869 - 1940, de Jersey)
  - Caouain, journaliste
- Henri Ermice (1870-1958)
  - auteur de Monologues humoristiques en patois normand, publiée en cartes postales
- Louis Gouget (1877-1915)
  - collection Au Val d'Orne (1922)
- Edward Le Brocq (1877-1964, de Jersey)
  - auteur de Ph'lip et Merrienne, rédacteur de la Morning News
- Charles Birette (1878-1941, de Montfarville)
- Maurice Lesieutre (1879-1975, du Havre)
- Charles Le Boulanger (1880-1929)
- Edwin John Luce (1881-1918, de Jersey)
  - Élie, poète et journaliste, rédacteur de la Nouvelle Chronique de Jersey
- Philippe William Luce (1882-1966 de Jersey)
  - Ph'lippe d’la Golarde, écrivain et journaliste
- Alfred Noël (1883-1918)
- Gaston Le Révérend (1885-1962, du Calvados)
  - collections L'hus entrebâyei (1919), Mei-j'vo-l'dis, et L'hus bâyi (1955)
- Gaston Demongé dit Mait' Arsène (1888/1973, de Fécamp)
- Pierre Guéroult (1890-1962)
  - Vûles gens, vûs métyis (1948), collections Théâtre normand (1972), Poésies et chansons (1974), Contes et récits (1978 et 1980)
- Raymond Mensire (1889-1964, de Doudeville)
- George F. Le Feuvre (1891 - 1984, de Jersey)
  - George d'la Forge, collections « Jèrri Jadis » (1973) et « Histouaithes et Gens d'Jèrri » (1976)
- Gabriel Benoist (1891-1964, de Gournay-en-Bray)
- Jean-Baptiste Pasturel (1896-1962, de Périers)
  - auteur de Histouères de tchu nous (1937)
- Jean Tolvast (Auguste Toullec 1870[15]-1945, de Cherbourg)
  - Chroniques normandes (1934 et 1941)
- Marceau Rieul (Marcel Sorieul 1900-1977, de Bolbec)

auteur de Arseine Toupétit
- Jehan Le Povremoyne (Ernest Coquin 1903-1970, du Havre)
- Fernand Lechanteur, dit Gires-Ganne (1910-1971, d’Agon-Coutainville
- Frank Le Maistre (1910-2002, de Jersey)
  - auteur et lexicographe, Dictionnaire Jersiais-Français (1966)
- Christian Lambert (1912-2000, de Livarot)
  - auteur des Radotages de Maît' Jules dans L'Éveil de Lisieux dont une collection en 1984
- Arthur de la Mare (1914 - 1994, de Jersey)
  - diplomate, auteur
- Côtis-Capel (Albert Lohier 1915-1986, de Cherbourg)
  - Rocâles (1951), A Gravage (1965), Raz Bannes (1971), Graund Câté (1980), Les Côtis (1985), Ganache (1987); gagne le Prix littéraire du Cotentin en 1964
- René Saint-Clair (né 1923, du Cotentin)
- Aundré J. Desnouettes (André Dupont) : L'Épopée cotentine, monument épique de 4628 vers en normand, en 1968.
- André Louis (1922-1999) : Zabeth, roman paru en 1969. C'est le premier roman en normand.
- Aundré Smilly (Hippolyte Gancel, né en 1920). Il a publié Flleurs et plleurs dé men villâche en deux volumes 1982-1986 (sept nouvelles formant un roman).
- Marcel Dalarun, né en 1922. Recueil de poèmes et de chansons publiés sous le titre A men leisi, en 2004.
- Alphonse Allain, né en 1924, à Cherbourg. Il a publié 5 recueils de poèmes et de contes.
- Les revues Le Boués-Jaun, La Voix du Donjon, Le Viquet (Manche), Le Pucheux  (ISSN 0248-6474) (pays de Caux) publient régulièrement des productions littéraires en normand.
- À Cherbourg et à Caen, des radios proposent des émissions régulières en langue normande.
- L'association Magène, établie dans le Cotentin, a produit plus de 12 CD de chansons d'hier et d'aujourd'hui en normand.
- Mickaël Duval (né en 1966), traducteur de Hergé en normand et brayon.
- Roger Jouet (1944). Il a écrit Normandises sur les expressions normandes (deux tomes : 2012, 2013).
- Jean Avenel (1948), humoriste, auteur de sketchs en dialecte cauchois.
- Jean-François Miniac (1967). Il a écrit Boujou de Normandie (2010).